# Оливер Ньовил
 Оливер Патрик Ньовил  (роден на 1 май 1973 г.) е бивш немски футболист, играещ главно като нападател.
В Германската бундвслига играе пет сезона в Байер Леверкузен и шест в Борусия Мьонхенгладбах, за които вкарва 91 гола в 334 мача.
Ньовил играе 69 пъти за националния отбор на Германия в рамките на десет години. Участва на две световни и едно европейско първенство по футбол.